# Abel Amatúnio
Abel Amatúnio (Հաբել / Հաբէլ) foi um nobre armênio (nacarar) dos séculos VII e VIII, membro da família Amatúnio, que esteve ativo no tempo do Emirado da Armênia. Serviu como bispo e se sabe que participou no Concílio de Manzicerta de 726 conveniado pelo católico João III (r. 717–728).